# Liste deutschsprachiger Schriftsteller/W
Hinweis: Die Umlaute ä, ö, ü werden wie die einfachen Vokale a, o, u eingeordnet, der Buchstabe ß wie ss. Dagegen werden ae, oe, ue unabhängig von der Aussprache immer als zwei Buchstaben behandelt 

## Wa – Wai
- Frau von W. (19. Jahrhundert)
- Anton de Waal (1837–1917)
- Keto von Waberer (1942)
- Karl Wache (1887–1973)
- Hans Wachenhusen (1823–1898)
- Ernst Wachler (1871–1945)
- Oliver G. Wachlin (1966–2017)
- Wilhelm Heinrich Wackenroder (1773–1798)
- Nelly Wacker (1919–2006)
- Christof Wackernagel (1951)
- Ilse Wackernagel (1879–1941)
- Wilhelm Wackernagel (1806–1869)
- Stephan Wackwitz (1952)
- F. K. Waechter (1937–2005)
- Philip Waechter (1968)
- Wilhelm Waetzoldt (1880–1945)
- Gerda Wagener (1953–1998)
- Samuel Christoph Wagener (1763–1845)
- Karl Wagenfeld (1869–1939)
- Christian Jacob Wagenseil (1756–1839)
- Kurt Wagenseil (1904–1988)
- Elisabeth Wäger-Häusle (1942–2019)
- Karl Heinrich Waggerl (1897–1973)
- Antje Wagner (* 1974)
- Benjamin Wagner (* 1990)
- Bernd Wagner (1948)
- Christian Wagner (1835–1918)
- Christian Ludwig Heinrich Wagner (1783–1863)
- David Wagner (1971)
- Eberhard Wagner (1938)
- Eberhard Wagner (1961)
- Friedrich Wilhelm Wagner (1892–1931)
- Gerhard Wagner (1950–2011)
- Heinrich Leopold Wagner (1747–1779)
- Jan Wagner (1971)
- Jan Costin Wagner (1972)
- Johannes Andreas von Wagner, Pseudonym Johannes Renatus (1833–1912)
- Johann Ernst Wagner (1769–1812)
- Richard Wagner (1813–1883)
- Richard Wagner (1952–2023)
- Siegfried Wagner (1869–1930)
- S. O. Wagner, eigentlich Siegfried Oswald Wagner (1902–1975)
- Zacharias Wagner (1614–1668)
- Ferdinand von Wahlberg (1847–1920)
- Ambros Waibel (1968)
- Emma Waiblinger (1897–1923)
- Wilhelm Waiblinger (1804–1830)

## Wal
- Walahfrid Strabo (um 810 – 849)
- Elsbeth Walch (1921–2012)
- Otto Walcha (1901–1968)
- Max Waldau (1825–1855)
- Herwarth Walden, eigentlich Georg Lewin (1878–1941)
- Franz von Waldersee (1763–1823)
- Hugo von Waldeyer-Hartz (1876–1942)
- Werner Waldhoff (1943–1997)
- Ernst Waldinger (1896–1970)
- Angelika Waldis (1940)
- Burkard Waldis (um 1490–1556)
- Ulrich Waldner (1926–2004)
- Ruth Waldstetter, eigentlich Martha Behrens-Geering (1882–1952)
- Gustav Waldt (1883–1959)
- Alfred Walheim (1874–1945)
- Christian Wallner (1948–2010)
- Susi Wallner (1868–1944)
- Wilhelm Walloth (1854–1932)
- Arthur von Wallpach (1866–1946)
- Günter Wallraff (1942)
- Lothar Walsdorf (1951–2004)
- Alissa Walser (1961)
- Hermann Walser (1891–1961)
- Johanna Walser (1957)
- Martin Walser (1927–2023)
- Robert Walser (1878–1956)
- Theresia Walser (1967)
- Carlheinz Walter (1913–?)
- Hans Walter (1912–1992)
- Otto F. Walter (1928–1994)
- Robert Walter (1883–1967)
- Silja Walter (1919–2011)
- Hellmut Walters (1930–1985)
- J. Monika Walther (1945)
- J. Walther (* 1977)
- Joachim Walther (1943–2020)
- Lina Walther (1824–1907)
- Walther von der Vogelweide (um 1170 – um 1230)
- Eric Walz (1966)
- Werner Walz, Pseudonym Lasko Vézère (1910–1994)

## Wan – Waz
- Fred Wander, eigentlich Fritz Rosenblatt (1917–2006)
- Maxie Wander (1933–1977)
- Uwe Wandrey (1939)
- Franz Theodor Wangenheim (1805–1848)
- Gustav von Wangenheim (1895–1975)
- Inge von Wangenheim (1912–1993)
- Paul Wanner (1895–1990)
- Klaus Wanninger (1953)
- Peter Wark (1961)
- Paul Warncke (1866–1933)
- Werner Warsinsky (1910–1992)
- Karl Wartenburg (1826–1889)
- Hermann Wäschke (1850–1926)
- Maria Waser (1878–1939)
- Waldemar von Wasielewski (1875–1959)
- Philipp Wasserburg (1827–1897)
- Charles Wassermann (1924–1978)
- Jakob Wassermann (1873–1934)
- Moses Wassermann (1811–1892)
- Sabine Wassermann (1965–2017)
- Heinz Waterboer (1907–1990)
- Peter Waterhouse (1956)
- Carl Hans Watzinger (1908–1994)
- Hans Watzlik (1879–1948)
- Peter Wawerzinek (1954)

## We – Weh
- Adelheid Weber (1851–1923)
- Alexander Otto Weber (1868–1939)
- Anne Weber (1964)
- Annemarie Weber (1918–1991)
- Carl Maria Weber (1890–1953)
- Erich Weber (1898–1976)
- Friedrich Wilhelm Weber (1813–1894)
- Fritz Weber (1895–1972)
- Gotthold August Weber (1774–1843)
- Hans Weber (1937–1987)
- Hermann August Weber (1900–1979)
- Ilse Weber (1903–1944)
- Julia Weber (1983)
- Karl Julius Weber (1767–1832)
- Leopold Weber (1868–1944)
- Max Maria von Weber (1822–1881)
- Peter Weber (1968)
- Sascha Weber (Journalist) (1966)
- Veit Weber, eigentlich Leonhard Wächter (1762–1837)
- Jutta Weber-Bock (1957)
- Wolfgang Weber-Strehle (1955)
- Georg Rodolf Weckherlin (1584–1653)
- Johannes Wedde (1843–1890)
- Otto Weddigen (1851–1940)
- Alex Wedding, eigentlich Grete Weiskopf (1905–1966)
- Jochen Wedegärtner (1942–2013)
- Frank Wedekind (1864–1918)
- Matthias Wedel
- Rainer Wedler (1942)
- Jochen Weeber (1971)
- Georg Weerth (1822–1856)
- Matthias Wegehaupt  (1938)
- Reinhard Wegerth (1950)
- Armin T. Wegner (1886–1978)
- Bertha Wegner-Zell (1850–1927)
- Max Wegner (1915–1944)
- Josef Magnus Wehner (1891–1973)
- Walter Wehner (1949)
- Gerhard Wehr (1931–2015)
- Hans K. Wehren (1921–1988)
- Betty Wehrli-Knobel (1904–1998)

## Wei
- Christian Friedrich Weichmann (1698–1770)
- Carl Weichselbaumer (1791–1871)
- Nathalie Weidenfeld (1970)
- Alfred Weidenmann (1916–2000)
- Volker Weidermann (1969)
- Friedrich Ludwig Weidig (1791–1837)
- Stefan Weidner (1967)
- Jörg Weigand (1940)
- Rodja Weigand (1945)
- Wilhelm Weigand (1862–1949)
- Hans Weigel (1908–1991)
- Valentin Weigel (1533–1588)
- Udo Weigelt (1960)
- Andrascz Weigoni (1958–2021)
- Grete Weil (1906–1999)
- Robert Weil (1881–1960)
- Josef Weil von Weilen (1828–1889)
- Helene Weilen (1898–1987)
- Erwin Weill (1885–1942)
- Maria Weinand (1882–1960)
- Udo Weinbörner (1959)
- Erich Weinert (1890–1953)
- Manfred Weinert (1934–2012)
- Gabriele Weingartner (1948)
- Joseph Weingartner (1810–1884)
- Margarete Weinhandl (1880–1975)
- Josef Weinheber (1892–1945)
- David Friedrich Weinland (1829–1915)
- Franz Johannes Weinrich (1897–1978)
- Franz Weinzettl (1955)
- Walter Weinzierl (1902–1972)
- Anna Elisabet Weirauch (1887–1970)
- Christian Weis (1966–2017)
- Heinrich Weis (1901–1976)
- Adam Weise (1776–1835)
- Christian Weise (1642–1708)
- Kathleen Weise (1978)
- Günther Weisenborn (1902–1969)
- Franz Weiser (1901–1986)
- Karl Weiser (1848–1913)
- Carl Weisflog (1770–1828)
- Johanna Weiskirch (1864–1960)
- Franz Carl Weiskopf (1900–1955)
- Leo Weismantel (1888–1964)
- Brigitta Weiss (1949–2013)
- Emil Rudolf Weiß (1875–1942)
- Ernst Weiß (1882–1940)
- Weiß Ferdl, eigentlich Ferdinand Weisheitinger (1883–1949)
- Gebhard Weiß (1800–1874)
- Konrad Weiß (1880–1940)
- Hansgerhard Weiss (1902–1982)
- Peter Weiss (1916–1982)
- Rudolf Weiss (1920–1974)
- Ruth Weiss (* 1924)
- Walter Weiss (* 1942)
- Christian Felix Weiße (1726–1804)
- Theodor Weißenborn (1933–2021)
- Matthias Weißert (1932–2021)
- Immanuel Weißglas (1920–1979)
- Maria Luise Weissmann (1899–1929)
- Gotthilf Weisstein (1852–1907)
- Eva Weissweiler (1951)
- Carl Weitbrecht (1847–1904)
- Richard Weitbrecht (1851–1911)
- Wolf Weitbrecht (1920–1987)
- Wilhelm Weitling (1808–1871)
- Cläre Weitzel (1889–1945)
- Joseph Weizenbaum (1923–2008)

## Wek – Wez
- Tanja Wekwerth (1976)
- Wilhelm Ludwig Wekhrlin (1739–1792)
- Anna Thekla von Weling (1837–1900)
- Ehm Welk (1884–1966)
- Tüdel Weller (1902–1970)
- Dieter Wellershoff (1925–2018)
- Marianne Wellershoff (1963)
- Alfred Wellm (1927–2001)
- Renate Welsh (1937)
- Liselotte Welskopf-Henrich (1901–1979)
- Wolfgang Welt (1952–2016)
- Adalbert Welte (1902–1969)
- Nikolaus Welter (1871–1951)
- Albert Jakob Welti (1894–1965)
- Albert Wendt (1948)
- Lisa Wenger (1858–1941)
- Wolfgang Wenger (1962)
- Ernst Wenig (1944)
- Brigitte Weninger (1960)
- Lisa Wentz (1995)
- Richard Wenz (1876–1953)
- Gottfried Immanuel Wenzel (1754–1809)
- Hans-Eckardt Wenzel (1955)
- Max Wenzel (1879–1946)
- Johann August Weppen (1741–1812)
- Diederich von dem Werder (1584–1657)
- Fritz Werf (1934–2021)
- Franz Werfel (1890–1945)
- Simon Werle (1957)
- Bruno E. Werner (1896–1964)
- Christoph Werner (1939)
- E. Werner, eigentlich Elisabeth Bürstenbinder (1838–1918)
- Frank Werner (1944)
- Markus Werner (1944–2016)
- Reinhold Sigmund Heinrich Werner (1825–1909)
- Ruth Werner (1907–2000)
- Walter Werner (1922–1995)
- Zacharias Werner (1768–1823)
- Wernher der Gartenaere (13. Jahrhundert)
- Christian Wernicke (1661–1725)
- Johann Christian Wernsdorf I. (1723–1793)
- Friedhelm Werremeier (1930–2019)
- Mathilde Wesendonck (1828–1902)
- Harald Wessel (1930–2021)
- Johanna Wesselsky (1894–1984)
- Ignaz Heinrich von Wessenberg (1774–1860)
- Hans Jürgen Weßlowski (1954)
- Arthur West, eigentlich Arthur Rosenthal (1922–2000)
- Lorenz von Westenrieder (1748–1829)
- Günter Westerhoff (1923–2015)
- Thomas Westerich (1879–?)
- Luise Westkirch (1853–1941)
- Fritz Westphal (1921)
- Joseph von Westphalen (1945)
- Hermann Wette (1857–1919)
- Herbert Wetterauer (1957)
- Hellmuth Wetzel (1893–1940)
- Maike Wetzel (1974)
- Kai Weyand (1968)
- Florian Felix Weyh (1963)
- Eberhard von Weyhe (1553–1633)
- Frank Weymann (1948–1997)
- Wolfgang Weyrauch (1904–1980)
- Johann Carl Wezel (1747–1819)

## Wib – Wie
- Augustin Wibbelt (1862–1947)
- Fanny Wibmer-Pedit (1890–1967)
- Ernst Wichert (1831–1902)
- Christian August Wichmann (1735–1807)
- Franz Wichmann (1859–1923)
- Paul Viktor Wichmann (1829–1907)
- Josef Wichner (1852–1923)
- Julius von Wickede (1819–1896)
- Karl Friedrich von Wickede (1827–1881)
- Erik Wickenburg (1903–1998)
- Erwin Wickert (1915–2008)
- Ulrich Wickert (1942)
- Hanne Wickop (1939–2018)
- Jörg Wickram (um 1505 – um 1562)
- Fritz Widhalm (1956)
- Karl Widmaier (1886–1931)
- Adolf Widmann (1818–1878)
- Ines Widmann (1904–2002)
- Joseph Victor Widmann (1842–1911)
- Gisela Widmer (1958)
- Urs Widmer (1938–2014)
- Alexander Widner (1940)
- Ernst Wiechert (1887–1950)
- Martina Wied, eigentlich Martina Weisl (1882–1957)
- Alfred Wiedemann (1867–1920)
- Franz Bei der Wieden (1896–1973)
- Carl Friedrich Wiegand (1877–1942)
- Paul Wiegler (1878–1949)
- Christoph Martin Wieland (1733–1813)
- Peter Wiemar (1889–1956)
- Rudolf Otto Wiemer (1905–1998)
- Ludolf Wienbarg (1802–1872)
- Hugo Wiener (1904–1993)
- Oswald Wiener (1935–2021)
- Wilhelm Wiener (1837–1912)
- Manfred Wieninger (1963–2021)
- Paul Wiens (1922–1982)
- Peter Wiepert (1890–1980)
- Christoph Wieprecht (1875–1942)
- Ernst W. Wies (1922–2012)
- Ursula von Wiese (1905–2002)
- Hadmar von Wieser (1963)
- Karl Wiesinger (1923–1991)
- C.U. Wiesner (1933–2016)
- Heinrich Wiesner (1925–2019)
- Otto Wiesner (1910–2006)
- Amadeus Wiessner (1786–1829)
- Johannes Wierz (1962)

## Wig – Wim
- Johanna Elisabeth Wigand (1833–1894)
- Paul Wigand (1786–1866)
- Hedwig Wigger (1853–1918)
- Adolf Wilbrandt (1837–1911)
- Christian Gottlob Wild (1785–1839)
- Johannes Wilda (1852–1942)
- Richard Wilde (1872–1938)
- Ernst von Wildenbruch (1845–1909)
- Karl August Wildenhahn (1805–1868)
- Michael Wildenhain (1958)
- Johann von Wildenrath (1846–1909)
- Ottilie Wildermuth (1817–1877)
- Anton Wildgans (1881–1932)
- Kurt Wildhagen, Pseudonym Konrad Wildhagen (1907–1945)
- Franziska Wilhelm (1981)
- Hans Hermann Wilhelm (1892 – unsicher)
- Peter Wilhelm (1959)
- Wilhelm von Wilhelmi-Graßhoff (1822–1886)
- Werner Wilk (1900–1970)
- Rolf Wilke (1899-)
- Heinrich Wilken (1835–1886)
- Gertrud Wilker (1924–1984)
- André Wilkes (1964)
- Franz Michel Willam (1894–1981)
- Johann Gottlieb Willamov (1736–1777)
- Peter Johann Willatzen (1824–1898)
- Bruno Wille (1860–1928)
- Eliza Wille (1809–1893)
- Hanns Julius Wille (1895–1961)
- Hermann Heinz Wille (1923–2002)
- Liesel Willems (1950)
- Roger Willemsen (1955–2016)
- Wilhelm Willige (1890–1963)
- Williram von Ebersberg (unsicher – 1085)
- Ernst Adolf Willkomm (1810–1886)
- Johannes Willms (1948–2022)
- Gustav Willscher (1882–1937)
- Karl-Heinz Willschrei (1939–2003)
- Bettina Wilpert (1989)
- Erika Wimmer (1957)
- Herbert J. Wimmer (1951)
- Jakob Wimpheling (1450–1528)

## Win – Wip
- Johann Joachim Winckelmann (1717–1768)
- Josef Winckler (1881–1966)
- Ludwig Winder (1889–1946)
- Juliane Windhager (1912–1986)
- Margarete Windthorst (1884–1958)
- Lorenz Wingerter (1890–1969)
- Lida Winiewicz (1928–2020)
- Josef Winiger (1943–2025)
- Andreas Winkelmann (1968)
- Bruno Winkler (1889–1960)
- Dieter Winkler (1956)
- Eugen Gottlob Winkler (1912–1936)
- Josef Winkler (1953)
- Manfred Winkler (1922–2014)
- Ron Winkler (1973)
- Therese Winkler (1824–1907)
- Peter Adolph Winkopp (1759–1813)
- August Winnig (1878–1956)
- Christa Winsloe (1888–1944)
- Eje Winter (1941)
- Jenny Winter (1965)
- Karl Winter (1908–1977)
- Maren Winter (1961)
- Adolf von Winterfeld (1824–1889)
- Paul von Winterfeld (1872–1905)
- Leontine von Winterfeld-Platen (1883–1960)
- Emmy von Winterfeld-Warnow (1861–1937)
- Friedrich Winterholler (1882–1945)
- Hans Winterl (1900–1970)
- Johannes von Winterthur (um 1300–1348/1349)
- Wipo (vor 1000 – nach 1046)
- Walter Wippersberg (1945–2016)

## Wir – Woi
- Wilhelm Wirbitzky
- Wirnt von Grafenberg
- Maximilian Wirth (1822–1900)
- Mario Wirz (1956–2013)
- Otto Wirz (1877–1946)
- Fritz Wischer (1869–1949)
- Leo Wispler (1890–1958)
- Eduard Wissmann (1824–1899)
- Lisa Witasek (1956)
- Johann Philipp Lorenz Withof (1725–1789)
- Margarete Wittber (1898–1964)
- Peter Witte (1876–1949)
- Bruno Hans Wittek (1895–1935)
- Matthias Wittekindt (1958)
- Heinrich Wittenwiler (um 1400)
- Karl August Wittfogel (1896–1988)
- Tom Wittgen, eigentlich Ingeburg Siebenstädt (1932)
- Engelbert Wittich (1878–1937)
- Manfred Wittich (1851–1902)
- Joseph Wittig (1879–1949)
- Rainer Wittkamp (1956–2020)
- Gabrielle Wittkop (1920–2002)
- Justus Franz Wittkop (1899–1986)
- Rudolf Wittkopf (1933–1997)
- Tine Wittler (1973)
- Karl Wittlinger (1922–1994)
- Adolph Wittmaack (1878–1957)
- Hugo Wittmann (1839–1923)
- Wilhelm Wittmann (1881–1910)
- Doris Wittner (1880–1937)
- Victor Wittner (1896–1949)
- Erwin Wittstock (1899–1962)
- Joachim Wittstock (1939)
- Anna Wittula (1861–1918)
- Rudolf Witzany (1911–1945)
- Frank Witzel (1955)
- Hans Witzig (1889–1973)
- August von Witzleben, August von Tromlitz, (1773–1839)
- Wizlaw III. von Rügen (1265/68–1325)
- Alfred Wlotzka (1879–1939)
- Rainer Wochele (1943)
- Adolf Woderich (1906–1963)
- Natascha Wodin (1945)
- Sandra Wöhe (* 1959)
- Ulrich Woelk (1960)
- Charlotte Woerner (1893–unbekannt)
- Benito Wogatzki (1932–2016)
- Monika Wogrolly (1967)
- Louis de Wohl (1903–1961)
- Anna Wohlgemuth (1831–1908)
- Hildegard Wohlgemuth (1917–1994)
- Joachim Wohlgemuth (1932–1996)
- Otto Wohlgemuth (1884–1965)
- Robert Wohlleben (1937–2024)
- Gabriele Wohmann (1932–2015)
- Fritz Woike (1890–1962)
- Magda Woitzuck (1983)

## Wol
- Christa Wolf (1929–2011)
- Friedrich Wolf (1888–1953)
- Gerhard Wolf (1928–2023)
- Katharina Wolf (1984)
- Klaus-Peter Wolf (1954)
- Orla Wolf (1971)
- Ror Wolf (1932–2020)
- Uljana Wolf (1979)
- Ursula Wölfel (1922–2014)
- Alfred Wolfenstein (1883–1945)
- Luise Wolfer (1901–1990)
- Elise von Wolfersdorff (1846–1921)
- Bernd Wolff (1939)
- Gabriele Wolff (1955)
- Iris Wolff (1977)
- Johanna Wolff (1858–1943)
- Julius Wolff (1834–1910)
- Ludwig Wolff (1876–??)
- Oskar Ludwig Wolff (1799–1851)
- Pius Alexander Wolff (1782–1828)
- Theodor Wolff (1868–1943)
- Ulla Wolff (1850–1924)
- Kurt Wölfflin (1934–1998)
- Gernot Wolfgruber (1944)
- Gebhard Wölfle (1848–1904)
- Andrea Wolfmayr (1953)
- Wolfram von Eschenbach (1170–1220)
- Gernot Wolfram (1975)
- Hermann Ludwig Wolfram (1807–1852)
- Fritz Wolfsberger (1902–1959)
- Karl Wolfskehl (1869–1948)
- Heinrich Joachim Wolgast (1860–1920)
- Christian Hinrich Wolke  (1741–1825)
- Karl Alfred Wolken (1929–2020)
- Gabriel Wolkenfeld (1985)
- Karl A. Woll (1834–1893)
- Hans Wollschläger (1935–2007)
- Christine Wolter (1939)
- Manfred Wolter (1938–1999)
- Karl Ludwig von Woltmann (1770–1817)
- Ernst von Wolzogen (1855–1934)
- Caroline von Wolzogen (1763–1847)

## Won – Wy
- Wolf Wondratschek (1943)
- Jens Wonneberger (1960)
- Charlotte Worgitzky (1934–2018)
- Sophie Wörishöffer (1838–1890)
- Karl Worms (1857–1939)
- Alfred Wörndle (1905–1994)
- Pauline Wörner (1859 – unsicher)
- Andreas Woschofius (1963)
- Reinhard Wosniak (1953–2020)
- Fritz Wöss, eigentlich Friedrich Weiss (1920–2004)
- Anny Wothe (1858–1919)
- Friedrich Fürst von Wrede (1870 – unsicher)
- Hinrich Wriede (1882–1958)
- Wilfried Wroost (1889–1959)
- Bernhard Wucherer (1954–2022)
- Paul Wühr (1927–2016)
- Rudolf Wulfertange (1884–1974)
- Theodor Wundt (1858–1929)
- Max Wundtke (1863–1908)
- Christine Wunnicke (1966)
- Konrad Wünsche (1928–2012)
- Takis Würger (1985)
- Ernst Wurm (1906–1971)
- Adolf Wurmbach (1891–1968)
- Petra Würth (1956)
- Frank Wüst  (1972)
- Hans Werner Wüst (1950)
- Peter Wust (1884–1940)
- Karl Wüstefeld (1857–1937)
- Michael Wüstefeld (1951)
- Johannes Wüsten (1896–1943)
- Wigand Wüster (1920–2017)
- Carl Wüsthoff (1902–1992)
- Erich Wustmann (1907–1994)
- Alwine Wuthenow (1820–1908)
- Niklas von Wyle (um 1410 – 1479)
- Eugen Wyler (1888–1973)
- Wilhelm von Wymetal (1838–1896)
- Gisela von Wysocki (1940)
- Hedi Wyss (1940)
- Laure Wyss (1913–2002)
- Verena Wyss (1945)